# OpenSearch (software)
OpenSearch je sestava softwaru sestávající ze stejnojmenného vyhledávače a z OpenSearch Dashboards, nástroje pro vizualizaci dat. Vývoj je realizován především v rámci Amazon Web Services.
Projekt vznikl v roce 2021 jako fork vyhledávače Elasticsearch a jeho nástroje pro vizualizaci dat, Kibany. Bezprostředním důvodem vzniku forku byl přechod nových verzí zmíněných nástrojů na novou softwarovou licenci, Server Side Public License.
Stejně jako původní Elasticsearch je i OpenSearch dále založen na Apache Lucene. Je napsán v Javě a uvolněn pod licencí Apache. Pod stejnou licencí je uvolněn i OpenSearch Dashboards, který je napsaný v TypeScriptu a JavaScriptu.